# Langenpettenbach
Langenpettenbach ist ein Ortsteil des Marktes Markt Indersdorf im oberbayerischen Landkreis Dachau.

## Geographische Lage
Das Pfarrdorf Langenpettenbach liegt etwa drei Kilometer nordwestlich der Ortsmitte von Markt Indersbach und etwa 42 Kilometer nordwestlich von München an den Ufern des der Glonn zufließenden Langenpettenbachs. Im Ort mündet die Kreisstraße DA 2 in die Landesstraße 2050, die talabwärts nach Indersdorf führt.

## Geschichte

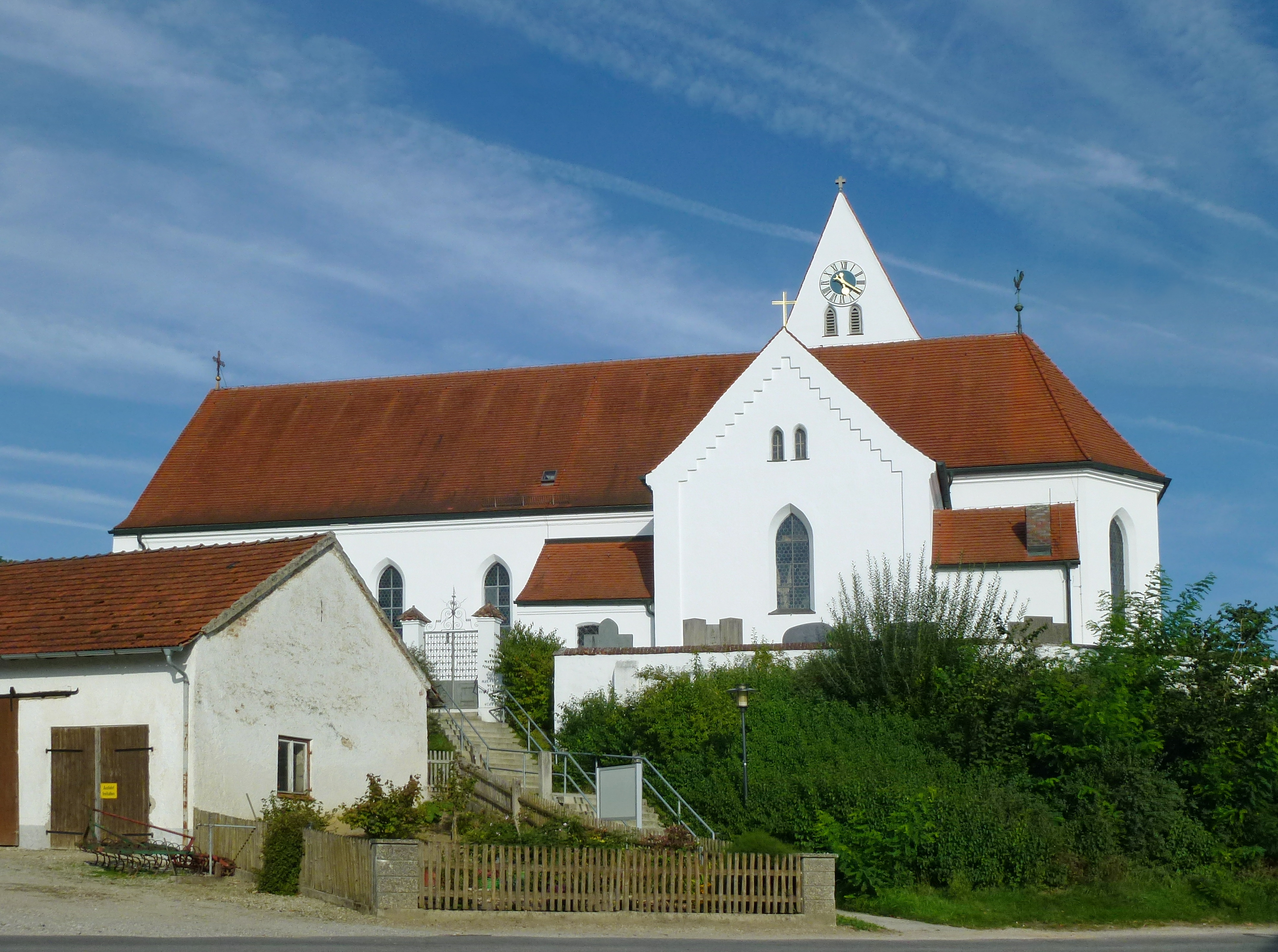
Katholische Pfarrkirche St. Michael

Die älteste Urkunde zu Langenpettenbach stammt vom 12. August 772. Darin wurde der Ort als „Petinpach“ mit einer Michaels-Kirche erwähnt. Eine Alpune, die letzte eines Freibauerngeschlechts schenkte dem Dom zu Freising ihr gesamtes Hab und Gut.
Ein Gotfrid von Petenbach und sein Sohn Johannes schenkten 1271 ihre Güter dem Kloster Indersdorf. Nach 1500 gehörte Pettenbach nahezu ganz zum Kloster Indersdorf. Im Dreißigjährigen Krieg wurde Langenpettenbach im Gegensatz zu den umliegenden Orten nicht in Mitleidenschaft gezogen. Mit der Klosteraufhebung 1784 ging die Verwaltung der Klostergüter auf das Landgericht Dachau über.
Das Wappen des Gottfried wurde seit 1925 als Gemeindesiegel geführt, ein weißer Wecken Brot im roten Feld.

### Luftnachrichtenstellung
1943 wurde zwischen Langenpettenbach und Wagenried eine Luftbeobachtungsstelle Nachtjagd-Leitstelle "Aal" Harreszell gebaut. Stationiert wurde dort das II./Luftnachrichten-Regiment 227. Nach dem Zweiten Weltkrieg dienten die dazugehörigen Baracken als Unterkunft Geflohenen bzw. Vertriebenen aus dem Osten. Ebenso 1956 nach dem Ungarnaufstand.

### Gemeindegebietsreform
Von 1818 bis zur bayerischen Gemeindegebietsreform war Langenpettenbach eine eigenständige Gemeinde, mit den Weilern und Höfen: Ainried, Eichstock, Harreszell, Kattalaich, Lochhausen, Senkenschlag, Stangenried und Wengenhausen. Am 1. Januar 1972 wurde Langenpettenbach mit seinen Ortsteilen dem Markt Markt Indersdorf zugeteilt.

## Veranstaltungen
Vom örtlichen Mädchen- und Burschenverein wird jährlich die Hangover-Night sowie die Outback-Party veranstaltet. Langenpettenbach ist Austragungsort der Bayerischen Meisterschaft im Ochsenrennen.
Szenen des Langenpettenbacher Ochsenrennens

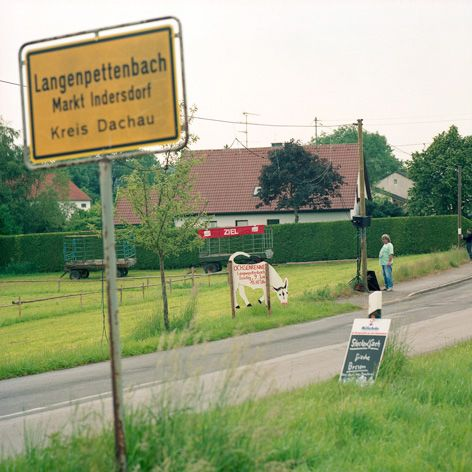
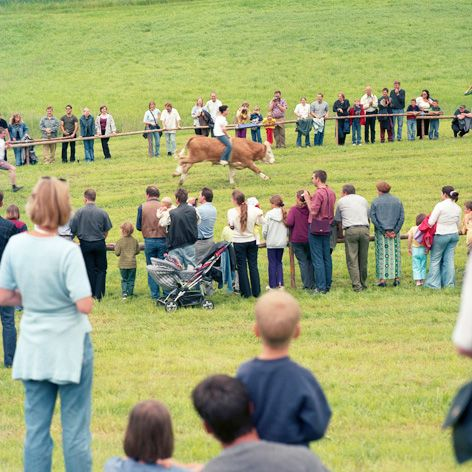
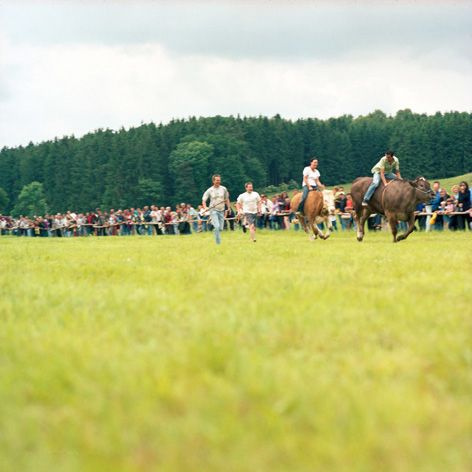
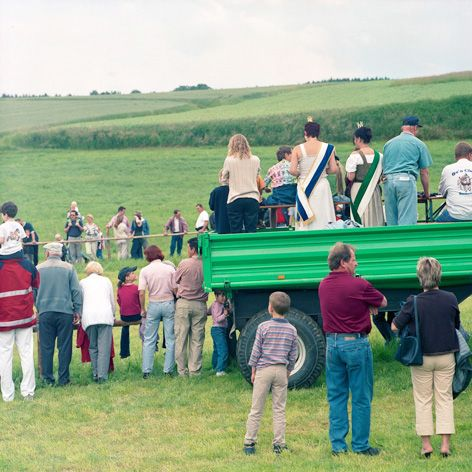